# Roland Appel (Musiker)
Roland Appel ist ein deutscher DJ und Musiker.

## Leben
1995 gründete Appel gemeinsam mit Christian Prommer die Band Fauna Flash. Die Debütsingle Butterfly Catcher erschien im gleichen Jahr auf Compost Records. Das Debütalbum Aquarius folgte 1997. Ebenfalls 1997 gründeten Appel und Prommer gemeinsam mit Rainer Trüby das Musikprojekt Trüby Trio.
Seit dem Jahr 2000 produzieren Appel und Prommer gemeinsam mit Peter Kruder auch als Voom:Voom.
Seit dem Jahr 2007 veröffentlichte Appel diverse Singles auf Sonar Kollektiv, zu denen mehrfach die Sängerin Araba Walton den Gesang besteuerte. 2008 schien Appels Solodebütalbum Talk To Your Angel. 2011 wechselte er zum Label Poker Flat Recordings.
Er komponierte die Musik des 2011 erschienenen Kinofilms Romeos.
Er ist Resident-DJ im Münchner Club Blitz und spielt regelmäßig auf dem Traumfänger Open Air Festival.

## Diskografie (Auswahl)

### Alben
- 2008: Talk To Your Angel (Sonar Kollektiv)

### Singles & EPs
- 2007: Dark Soldier / Changes (Sonar Kollektiv)
- 2007: Unforgiven (Sonar Kollektiv)
- 2008: Inner Soul (Sonar Kollektiv)
- 2009: Snow In Spring Time EP (Aus Music)
- 2009: Schooldayz (Compost Records)
- 2009: No Memory / Silver Bullit (Night Moves)
- 2009: The Remixes Vol. 1 (Sonar Kollektiv)
- 2011: Fleurs Du Mal (Poker Flat Recordings)